# Ђоре Дамевски
Ђоре Дамевски Боксер (Прилеп, 15. јануар 1922 — Скопље, 1995), учесник Народноослободилачке борбе, друштвено-политички радник Социјалистичке Републике Македоније и народни херој Југославије.

## Биографија
Рођен је 15. јануара 1922. године у Прилепу, у сиромашној занатлијској породици. Основну школу завршио је у Прилепу. После тога је изучио ковачки занат и бавио се гајењем дувана. Пре него што је почео да ради у Монополу, учествовао је у раду кружока револуционарне омладине у Прилепу. Почетком 1938. године, био је један од активних штрајкача међу монополским радницима. Године 1939, примљен је у чланство Савеза комунистичке омладине Југославије.
Као члан УРС-ових синдиката, био је у разним секцијама КУД „Абрашевић“. Био је учесник велике Илинданске демонстрације 1940. године, због чега је петнаест дана био у затвору. Касније је, због растурања илегалних летака по граду, приведен у полицију заједно са својим родитељима.
Одмах после окупације Југославије, укључен је у војну комисију за скупљање оружја и припремање за оружану борбу против окупатора. Примљен је у чланство Комунистичку партију Југославије, након чега је постао секретар Месног комитета СКОЈ-а и члан Месног комитета КПЈ. Бугарска војска га је ухапсила током једне од акција чишћења града. Осуђен је на две године робије, коју је издржавао у Битољу, Скопљу, Бургасу и Пернику. Када је 1943. године изашао из затвора, извесно је време живео као илегалац, након чега је отишао у партизане.
Био је борац, пушкомитраљезац и заменик политичког комесара чете и батаљона у Првој македонско-косовској бригади, политички комесар батаљона у Првој и Другој македонској бригади и у 49. и 50. македонској дивизији. Истакао се у борбама код Кичева, Буковића, Кленовца, Фуштана и осталих места.
После ослобођења, завршио је Вишу управну школу у Скопљу и радио у Државном секретаријату унутрашњих послова, те у Инструкторском одељењу Централног комитета Комунистичке партије Македоније. Вршио је и следеће дужности:
- секретар Градског комитета Прилепа
- помоћник министра у Влади НР Македоније
- секретар Среског комитета Прилепа
- председник Среског већа синдиката у Битољу
- директор Заједнице ПТТ Македоније

У више сазива биран је за посланика Собрања Македоније, као и за посланика Привредног већа Савезне скупштине Југославије. Од Првог до Петог конгреса СКМ, биран је за члана Централног комитета СКМ.
Умро је 1995. године у Скопљу.
Носилац је Партизанске споменице 1941. и више југословенских одликовања. Орденом народног хероја одликован је 27. новембра 1953. године.